# الحصان الأسود (مصطلح)
الحصان الأسود أو مفاجأة الحلبة (بالإنجليزية: Dark horse)‏ أي الحصان الداكن أو الأسود هو مُصطلح شائع في مجالات مختلفة كالسياسة والرياضة أو كُل ما فيه مُنافسة أو نزاعات، ويُقصد به أحد أطراف المُنافسة غير المعروف أو ذو الإمكانيات الضئيلة مقارنةً بمُنافسيه والذي لا يتوقع أحد انتصاره أو تحقيقه نتائج إيجابية في المنافسة ويفاجئ الجميع بعكس التوقعات. عادةً ما يُطلق المصطلح على الأشخاص أو الكيانات التي لا تملك خلفيّة تاريخية أو شهرة مُسبقة ومعرفة كافية من الجميع، فيكون بطلاً للحظات وليس التوقعات.

## التاريخ
تعود أصل الكلمة إلى رواية الدوق الشاب (بالإنجليزية: The Younge Duke)‏ التي كتبها رئيس وزراء بريطانيا السابق بينجامين دزرائيلي المعروف بأعماله الأدبية إضافةً إلى نشاطه السياسي، كُتبت الرواية في ثلاثينيات القرن التاسع عشر وتحديداً في عام 1831 حيث ظهر مُصطلح مفاجأة الحلبة لأول مرة.
يحكي في هذه الرواية عن سباق للخيول حضره الدوق الشاب (الشخصية الرئيسية في الرواية)؛ يفوز في السباق حصانٌ غير معروف فيُطلق عليه لقب مفاجأة الحلبة على الرُغم من بياض لونه، وهو ما لم يتوقع أحد فوزه في السباق، كان الدوق الشاب قد راهن قبل السباق بفوز الحصان الفائز على الرغم من أن الدوق لم يكن يعرف مُسبقاً بأن الحصان مجهول وغير معروف.
بعد هذه الرواية انتشر مصطلح مفاجأة الحلبة في سباق الخيول انتشاراً كبيراً، وأصبحت الأحصنة الفائزة التي لم تُتَوقع منها الفوز في السباق تُسمى بمفاجأة الحلبة. تطوّر مصطلح مفاجأة الحلبة بعد ذلك في بريطانيا، وأصبح مُتداولاً في السياسة ثم في الرياضة والفن، إلى أن وصلت شهرة المصطلح أنحاء العالم، فأصبح يُطلق على كل منافسة من كافة المجالات.
عربياً لا يوجد أصل للمصطلح وإنما تُرجم عن كلمة "Dark Horse"، ولا علاقة لترجمة اللغة العربية لكلمة «أسود» بلون الحصان حيث أن المقصد في المصطلح الإنجليزي هو الغموض والانبهار والاختلاف وليس اللون.

## الاستخدامات

### السياسة
دخل المصطلح عالم السياسة كتعريف عن المُرشحين الذين يفوزون في الانتخابات بشكل مفاجئ، ثم أصبح يُستخدم عن الدول التي تفاجئ العالم بنهوضها، فتم وصف الولايات المتحدة الأمريكية ومصر وروسيا بهذا الاسم.
اُشتهرت الولايات المتحدة الأمريكية بهذا الاسم في انتخاباتها السياسية، اُستعمل المصطلح لأول مرة في الولايات المتحدة في عام 1844 عندما اُطلق اللقب على جيمس بولك بعد فوزه في انتخابات الحزب الديمقراطي وسط مجموعةٍ ضمّت أسماء مشهورة ومعروفة حيث كان فوزه مفاجئة ومُخالفة للتوقعات.
ومن الأشخاص الذين اُطلق عليهم لقب مفاجأة الحلبة في الولايات المتحدة:
- ابراهام لنكولن، الذي تم اختياره كمرشح الحزب الجمهوري وانتخب رئيساً للولايات المتحدة السادس عشر في عام 1860.
- رذرفورد هايز، في الانتخابات الرئاسية التاسعة عشر في عام 1876.
- جيمس جارفيلد، في الانتخابات الرئاسية العشرين في عام 1880.
- وارن هاردنج، في الانتخابات الرئاسية التاسعة والعشرين في عام 1920.
- جيمي كارتر، في الانتخابات الرئاسية التاسعة والثلاثين في عام 1976، في بداية ذلك العام نفسه، كان كارتر غير معروف نسبياً خارج منزله بولاية جورجيا.
- باراك أوباما، في الانتخابات الرئاسية الرابعة والأربعين في عام 2008.

وفي خارج الولايات المتحدة فقد طُبقت الكلمة في كثير من الدول؛ حيث لُقب ألبرتو فوجيموري بهذا اللقب بعد وصوله إلى رئاسة البيرو، وكذلك اًستعملت في نيجيريا وإيران وروسيا والكثير من الدول الأخرى.

### الرياضة
يُعتبر مفاجأة الحلبة مُصطلحاً شائعاً في الرياضة، ويستخدم أغلب الأحيان في البطولات الكبرى للمنتخبات في كرة القدم مثل كأس العالم والبطولات القارية، ويُطلق هذا اللقب على الفرق ذو الإمكانيات الضئيلة والضعيفة نسبياً والتي تملك لاعبين غير معروفين عالمياً حيث تُحقق المفاجأة إما بفوزها في البطولة أو وصولها إلى أدوارِ مُتقدمة. ومن المُنتخبات التي حققت المفاجأة واُطلق عليها لقب مفاجأة الحلبة:
- المنتخب السويدي، وصل إلى نهائي كأس العالم 1958 ووصل إلى نصف نهائي كأس العالم 1994.
- المنتخب البولندي، حل ثالثاً في كأسي العالم 1974 و1982.
- المنتخب البلغاري، وصل إلى نصف نهائي كأس العالم 1994.
- المنتخب الكوري الجنوبي، وصل إلى نصف نهائي كأس العالم 2002.
- المنتخب التركي، وصل إلى نصف نهائي كأس العالم 2002.
- المنتخب اليوناني، حقق بطولة أمم أوروبا 2004.
- منتخب الأورغواي، في بطولتي كأس العالم 2010 وكوبا أمريكا 2011، حيث حقق المركز الرابع في كأس العالم وحقق لقب الكوبا في العام التالي.
- المنتخب الكوستاريكي، وصل إلى ربع نهائي كأس العالم 2014، حيث فاجأ الجميع بتأهله مُتصدراً في مجموعة صعبة ضمّت المنتخب الإيطالي والمنتخب الإنجليزي والمنتخب الأورغوياني.
- المنتخب الكرواتي، وصل إلى نهائي كأس العالم 2018.
- المنتخب المغربي، وصل إلى نصف نهائي كأس العالم 2022
- المنتخب العراقي،حقق بطولة كأس اسيا 2007 وسط حرب دموية و أعمال ارهاب

### الفن
بالإضافة إلى ذلك، يُلقب بمفاجأة الحلبة من يحقق مفاجأة ويفوز بالجوائز الفنية مثل جائزة الأكاديمية (التي تمنحها أكاديمية العلوم وفنون الرسوم المتحركة) وجائزة أوسكار وعدة جوائز أخرى. كان يُلقب عازف الجيتار والمغني وكاتب الأغاني جورج هاريسون بمفاجأة الحلبة لفرقة البيتلز، لكونه بارزاً في الفرقة بسبب تلحينه وكتابه للأغاني التي زادت أعماله من شهرة الفرقة.

## الموسيقى والتلفاز والافلام
يُشار إلى الترشيحات المفاجئة أو غير المحتملة لجوائز مثل جائزة الأوسكار (التي تمنحها أكاديمية فنون وعلوم الصور المتحركة) باسم الخيول الداكنة. أطلق على عازف الجيتار والمغني وكاتب الأغاني جورج هاريسون لقب «مفاجأة الحلبة» لفرقة البيتلز، حيث ازداد ظهوره كمؤلف أغاني ومغني في وقت لاحق في مسيرة البيتلز، لا سيما على طريق آبي. استمر هاريسون في تسمية علامته المنفردة "تسجيلات دارك هورس تسجيلات دارك هورس [الإنجليزية]" وأصدر ألبومًا وأغنية بعنوان «دارك هورس Dark Horse».
أغنية Switchfoot "("الخيول المظلمة") " مستوحاة من منظمة تسمى قفوا للأطفال [الإنجليزية]، والتي تساعد الأطفال المشردين وأطفال الشوارع في جميع أنحاء أمريكا. يُطلق على الفصل الرابع والعشرين من رواية وينترس تيل من مارك هيلبرين اسم «الحصان الأبيض ومفاجأة الحلبة»، في إشارة إلى شخصية برايجر دي بينتو كمرشح غريب لمنصب عمدة مدينة نيويورك.